# Rockbjörnen
Rockbjörnen er en svensk musikpris, der uddeles årligt af avisen Aftonbladet. Prisen har været uddelt siden 1979 og omfatter flere kategorier, fortrinsvis inden for pop- og rockmusik. Vinderne har gjort sig særligt bemærket i det forløbne år, og de findes ved afstemning blandt avisens læsere. 
Kategorierne er opdelt i priser for svensk musik og ikke-svensk musik. Inden for hver af disse gives priser til bedste gruppe og bedste solist, bedste album og bedste sang. Der findes også andre priser – ikke alle priser er uddelt hvert år.